# Међународни новосадски књижевни фестивал
Међународни новосадски књижевни фестивал основан је 2006. године од стране ДКВ у циљу афирмације савремене књижевности, непосредног односа према живој речи писца, као и упознавања значајних писаца из земље и света, са идејом и о потреби афирмације српске културе и културе у Србији, Војводини и Новом Саду

## О фестивалу
То је прва међународна књижевна манифестација у Новом Саду. Фестивал окупља истакнуте песнике, прозне писце и теоретичаре и критичаре. Одржава се сваке године у последњој недељи августа месеца.
Око седамдесет учесника наступа на живописном Тргу младенаца, у самом центру града, читајући своје текстове(сваке вечери у 21 час)или у урбаним амбијентима Новог Сада у послеподневним часовима (Градска библиотека, Клуб ДКВ, кафе Обломов), где се организују неформална читања и књижевнокритички разговори о савременој поезији, о савременим националним књижевностима, односно о савременим поетикама или видовима књижевности.
У касним вечерњим часовима у кафеу Бистро, уз велико и динамично учествовање публике, организује се дводневно такмичење у слем поезији за територију Србије. Победник такмичења проглашава се за најбољег слем песника Србије.
У оквиру Фестивала организује се и симпозијум поводом значајних књижевних и културних тема, на коме учествује 15 истакнутих критичара, филозофа и писаца.
У току Фестивала организује се око 20 књижевних и музичких догађаја, а програме прати преко 2.500 посетилаца. Поједини програми одржавају се и у градовима Војводине (Кикинда, Сремска Митровица...).
За учеснике Фестивала се организује излет бродом до Сремских Карловаца, где се додељује Бранкова награда, као и посета Петроварадинској тврђави и Фрушкогорским манастирима.
Радови учесника Фестивала се објављују у два посебна броја часописа Златна греда, где се поред српских оригиналних текстова и превода објављују и текстови страних учесника на изворним језицима.
Фестивал се организује захваљујући помоћи Министарства за културу Републике Србије, Покрајинског секретаријата за културу, Града Новог Сада, многим медијским и другим спонзорима, као и добровољном ангажовању чланова ДКВ и многих грађана Новог Сада.

## Учесници на фестивалу
На фестивалу су учествовали: Владимир Тасић, Миро Вуксановић, Горан Петровић, Јован Зивлак, Вида Огњеновић, Данило Николић, Милета Продановић, Јовица Аћин, Игор Маројевић, Милица Мићић-Димовска, Фрања Петриновић, Марко Видојковић, Драган Јовановић Данилов, Нина Живанчевић, Перо Зубац, Ђорђо Сладоје, Милан Ненадић, Драган Драгојловић, Зоран Ђерић, Иван Негришорац, Златко Красни, Ранко Рисојевић, Радомир Д. Митрић, Вићазослав Хроњец, Ото Толнаи, Славко Алмажан, Корнелија Фараго, Јанош Бањаи, Алпар Лошонц, Душан Пајин, Александар Јерков, Младен Весковић, Владимир Гвозден, Новица Милић, Бен Окри (Ben Okri) /Нигерија/, Џон Хартли Вилијамс (John Hartley Williams) /Енглеска/, Мејту Свини (Matthew Sweeney) /Ирска/, Андреј Курков (Andrej Kurkov) /Украјина/, Тоне Хеднебе (Tone Hødnebø) /Норвешка/, Дитер Греф (Dieter Graef) /Немачка/, Кристијан Тајсл (Christian Teissl) /Аустрија/, Филип Тју (Philip Tew) /Енглеска/, Мет Торн (Matt Thorne) /Енглеска/, Тибор Фишер (Tibor Fischer) /Енглеска/, Маја Длгачева (Maja Dlgačeva) /Бугарска/, Серен Улрик Томсен (Søren Ulrik Thomsen) /Данска/, Јенс-Мартин Ериксен (Jens- Martin Eriksen) /Данска/, Татјана Шчербина /Русија/, Роберт Минхиник (Robert Minhinnick) /Велс/, Стефен Родефер (Stephen Rodefer) /САД/, Елена Фанајлова /Русија/, Висент Беренгер (Vicent Berenguer) /Шпанија/, Милан Рихтер (Milan Richter) /Словачка/, Всеволод Јемељин (Vsevolod Emelin) /Русија/, Петер Рац (Peter Racz) /Мађарска/, Дан Коман (Dan Coman) /Румунија/, В. Н. Херберт (W. N. Herbert) /Енглеска/, Иде Хинце (Ide Hintze) /Аустрија/, Ејвинд Берг (Øyvind Berg) /Норвешка/, Клаудиу Комартин (Claudiu Komartin) /Румунија/, Николас Блинко (Nicholas Blincoe) /Енглеска/, Ајтен Мутлу (Ayten Mutlu) /Турска/, Гриша Трифонов (Grisha Trifonov) /Бугарска/, Жан Портан (Jean Portante) /Француска/, итд

## Награде
У оквиру Фестивала се додељују две награде: Бранкова награда и Међународна награда за књижевност „Нови Сад”.

### Бранкова награда
Бранкова награда за младе песнике (за прву књигу аутора до 29 година) уручује се у Сремским Карловцима, у обновљеном и репрезентативном објекту Магистрата, уз подршку Општине Сремски Карловци. Досад је додељена више од 60 пута, песницима као што су: Васко Попа, Александар Тишма, Драган Јовановић Данилов,  Радомир Д. Митрић и др.

### Међународна награда за књижевност „Нови Сад”
У оквиру фестивала додељује се Међународна награда за књижевност „Нови Сад” која се уручује на Тргу младенаца истакнутим песницима, или прозним писцима и мислиоцима књижевности, који су дали допринос савременој уметничкој књижевности у свету и у Србији. Први добитник је Кристоф Мекел (Christoph Meckel), познати немачки писац. Добитник 2007. године је Жан Пјер Фај (Jean Pierre Faye), песник, прозни писац и филозоф из Француске а 2008. године награду је добио Бен Окри (Ben Okri), познати нигеријски писац, који живи у Енглеској. 2013. је награду добио Мирча Картареску, румунски песник и прозни писац. Добитник награде 2016. је Томас Боберг (1960), дански песник и писац.